# Морозики-морози
«Морозики-морози» (рос. Морозики-морозы) — український ляльковий фільм 1986 року Творчого об'єднання художньої мультиплікації студії Київнаукфільм, режисер — Леонід Зарубін.

## Сюжет
Далеко на Північному полюсі, де живуть тюлені, моржі і білі ведмеді, живуть і сніговики, що наглядають за тим, щоб виростало нове покоління Дідів Морозів. Однак через те, що температура піднялася досить високо для цього краю, то малюки прокинулися завчасно. Тепер їм належить цікавий шлях дорослішання.

## Над фільмом працювали
- Автор сценарію: Олександр Костинський;
- Кінорежисер: Леонід Зарубін;
- Художник-постановник: М. Сапожников;
- Композитор: Юрій Шевченко;
- Кінооператор: Петро Ракітін;
- Звукооператор: Віктор Груздєв;
- Мультиплікатори: Елеонора Лисицька, Жан Таран, Анатолій Трифонов;
- Ляльки та декорації виготовили: Анатолій Радченко, Вадим Гахун, В. Яковенко, Яків Горбаченко, О. Кульчицький, В. Воскобойник;
- Асистенти: Олександр Ніколаєнко, Г. Свєчніков, Оксана Карпус, С. Гриньова;
- Монтаж: С. Васильєва;
- Редактор: Світлана Куценко;
- Директори знімальної групи: Н. Литвиненко, Б. Снитко.